# Fortipalpa yucatanica
Fortipalpa yucatanica är en stekelart som beskrevs av Dmitriy R. Kasparyan och Ruiz-cancino 2007. Fortipalpa yucatanica ingår i släktet Fortipalpa och familjen brokparasitsteklar. Inga underarter finns listade i Catalogue of Life.